# 唐亮
唐亮（1910年6月13日—1986年11月20日），原名唐昌贤，别名唐昌明，湖南浏阳人，中国人民解放军开国上将。
唐亮1930年参加中国工农红军，同年加入中国共产党，历任红三军团第二师六团连政治委员，七团总支部书记，军团直属队政治处主任，第六团政治委员，红一军团第二师政治部组织科科长，第二师政治部副主任、主任。参加长征。抗日战争时期，任八路军第115师政治部组织科科长，教导大队政治委员，八路军第344旅政治部副主任，八路军第二纵队政治部副主任，冀鲁豫军区政治部主任、山东滨海军区政治委员。第二次国共内战时期，任新四军兼山东军区政治部副主任，山东野战军政治部主任，华东军区政治部副主任，华东野战军政治部主任兼第三兵团政治委员，第三野战军政治部主任。曾建议将解放军中的士兵委员会改为革命军人委员会。中华人民共和国成立后，任华东军区政治部副主任、主任、副政治委员，南京军区政治委员，中国人民解放军军政大学政治委员，政治学院院长、政治委员等职。

## 生平

### 早期经历
生于湖南浏阳永和市火石岭。11岁时到浏阳县城一家纸爆作坊当学徒。1926年参加浏阳县青年工人俱乐部，后又参加当地工人纠察队、农民赤卫队。马日事变后，返回家乡参加农民协会，曾任农民赤卫队小队长。1929年，任浏阳县诚嘉乡苏维埃政府宣传文化委员，参加过攻打永和市和浏阳城的战斗。1930年8月参加中国工农红军，同年加入中国共产党，任红三军团八军第二师党委秘书。1931年起任红二师六团一连政治委员、七团党总支书记、师直属政治处主任、六团政治委员等职，参加了中央苏区历次反围剿战争，在战斗中多次负伤。
1934年10月，唐亮任红三军团随营学校党总支书记，随部参加长征。到陕北后，先后任红一军团第二师政治部组织科科长，政治部副主任、主任，参加东征战役、西征战役和山城堡战役等。

### 抗日战争时期
抗战爆发后，任八路军第115师政治部组织科科长，参加了平型关战斗。1937年底，任第115师教导大队政治委员。1939年起任第344旅政治部副主任、第2纵队政治部副主任，随部队开辟冀鲁豫根据地。1939年6月，任冀鲁豫军区政治部主任。1942年8月，唐亮调任115师教导第4旅兼湖西军分区政治委员、中共湖西地委书记，领导湖西区反扫荡战争。1943年初，因劳累过度，被批准到山东军区医院治疗。
1944年秋，唐亮接替阵亡的符竹庭，任八路军滨海军区政治委员兼中共滨海区委书记。在莒县战斗中，曾成功争取莫正民部投奔八路军，尔后里应外合攻占县城，使滨海、鲁中两根据地连成一片。此后，又同司令员陈士榘一起指挥诸城战役、郯马战役等。

### 第二次国共内战时期

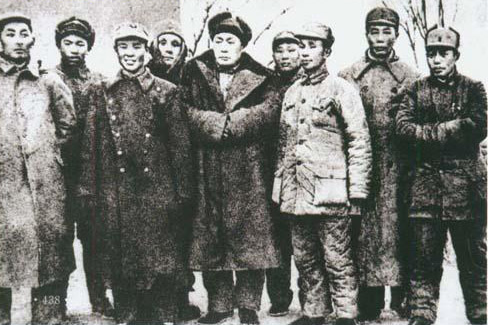
1947年，华东野战军领导人合影。左起：叶飞、丁秋生、韦国清、邓子恢、陈毅、唐亮、粟裕、陈士榘、谭震林。

中日战争结束后，中共部队战略调整，新四军主力进入山东，与八路军山东军区合并。1946年1月，唐亮任新四军兼山东军区政治部副主任，山东野战军政治部主任。1947年1月2日，唐亮主持制定了《山东野战军关于处理俘虏官兵的决定》，阐述补充国军俘虏入解放军的政策。1947年1月23日，任华东军区政治部副主任华东野战军政治部主任。
1947年7月，唐亮任华东野战军西线兵团政治委员，与陈士榘率部进军鲁南。9月，唐亮参与指挥沙土集战役，全歼国军整编第57师。1948年3月，唐亮与陈士榘建议将士兵委员会改为革命军人委员会，这个建议得到中共中央的赞同，并得以在全军实行。1948年3月，与陈士榘指挥4个纵队发起洛阳战役。6月参与指挥开封战役，并部署接管工作。在济南战役时，提出“打到济南府，活捉王耀武”的口号；在淮海战役时，提出“勇猛坚决，干脆彻底地消灭敌人，不让敌人逃到江南去”的口号。
1949年1月，唐亮任第三野战军政治部主任，参与指挥渡江战役。1949年9月起任南京市军事管制委员会副主任、中共南京市委第一副书记、书记。

### 中华人民共和国成立后
1950年8月，唐亮任中共华东军区党委第三书记，主持军区日常工作。1952年10月起，任华东军区政治部主任兼干部管理部部长，1954年2月，任军区副政治委员、党委第二书记。1955年4月，唐亮任南京军区政治委员（1958年9月起为第二政委）。同年9月被授予上将军衔，获二级八一勋章、一级独立自由勋章、一级解放勋章。1958年5月，唐亮在中共八大二次会议上增选为中央候补委员。1964年1月，唐亮因病离职休养。1972年5月，唐亮出任中国人民解放军军政大学政治委员、党委第一书记。1978年1月任解放军政治学院院长，3月改任政治委员。
唐亮是第一、二、三届国防委员会委员，中国共产党第八、九、十、十一届候补中央委员。在中国共产党第十二次全国代表大会上被选为中央顾问委员会委员。1986年11月20日，病逝于北京。他被官方评价为“久经考验的忠诚的共产主义战士、杰出的政治工作领导者、无产阶级革命家”。